# Shin Byung-ho
Shin Byung-ho ((신병호?, 申秉皓?); Jeju, 26 aprile 1975) è un ex calciatore sudcoreano, di ruolo attaccante.